# Woodville, Florida
Woodville är en ort (CDP) i Leon County i delstaten Florida i USA. Orten hade 4 097 invånare, på en yta av 21,91 km² (2020). Woodville ligger cirka 14 kilometer söder om Tallahassee.